# (Aulus Fulvius) Doroth(eu)s
[Aulus Fulvius] Doroth[eu]s war ein antiker römischer Unternehmer im 1. Jahrhundert, der in Rom tätig war.
Dorotheus ist heute nur noch von einer fragmentarisch erhaltenen Grabinschrift bekannt. Die Inschrift gehörte zu einem Familiengrab, das in Rom errichtet wurde. Die Inschrift nennt neben weiteren Freigelassenen eines Aulus Fulvius einen Doroth[eu]s, der in der Inschrift als vascularius bezeichnet wird. Das kann sowohl die Produzenten von – zumeist – Metallgefäßen (Toreuten) als auch die Händler solcher Gefäße meinen. Die (aufgelöste) Inschrift lautet:
Ob Dorotheus, wenn die Deutung als Produzent stimmt, Besitzer der Werkstatt war oder selbst aktiv bei der Arbeit mitwirkte, kann nicht gesagt werden. Er wäre einer von nur knapp über 30 inschriftlich-namentlich belegten antiken Toreuten. Ihm zuweisbare Werke sind nicht überliefert, was auch in einem solchen Fall auch eine Deutung als Händler oder Hersteller stark erleichtern würde. Die Vermutung, Pronomen und Gentilname könnten Aulus Fulvius lauten, wird durch die Form der Namensnennung in der Inschrift ([...] A(uli) l(ibertus) Doroth[eu]s, also „Dorotheus, Freigelassener des Aulus“) gestützt. Im antiken Rom war es üblich, dass Freigelassene Pro- und Gentilnomen ihrer früheren Eigentümer übernahmen und ihren Sklavennamen – hier Dorotheus – als Cognomen verwendeten. Da in der Inschrift mehrere Träger des Namens „Aulus Fulvius“ genannt werden, ist anzunehmen, dass Dorotheus' Freilasser diese zwei Namen trug und das Gentilnomen, das Dorotheus zusammen mit dem Praenomen Aulus übernahm, damit ebenfalls Fulvius lautete.

## Einzelbelege
1. ↑  CIL 6, 33919
2. ↑  abgesehen von Signaturstempeln auf toreutischen Erzeugnissen

| Personendaten    | Personendaten                              |
| ---------------- | ------------------------------------------ |
| NAME             | Fulvius Dorotheus, Aulus                   |
| ALTERNATIVNAMEN  | Dorotheus, Aulus Fulvius                   |
| KURZBESCHREIBUNG | antiker römischer Toreut oder Händler      |
| GEBURTSDATUM     | 1. Jahrhundert v. Chr. oder 1. Jahrhundert |
| STERBEDATUM      | 1. Jahrhundert oder 2. Jahrhundert         |